# Château de Malortie

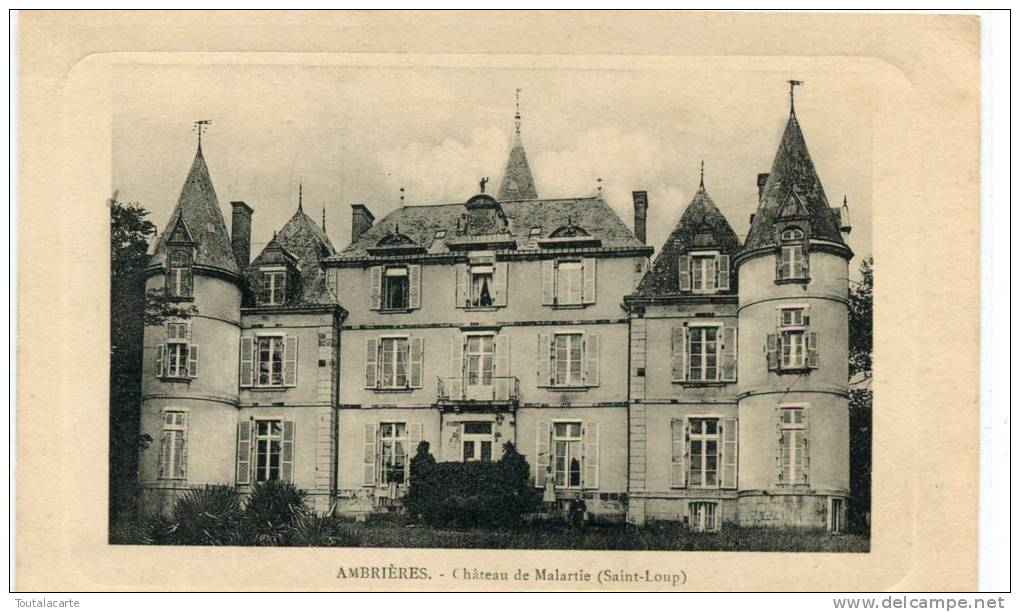
Das „Château de Malartie“ um 1900 auf einer Ansichtskarte

Das Château de Malortie ist ein teilweise erhaltenes schlossartiges Anwesen und ehemaliger Adelssitz in Frankreich bei Saint-Loup-du-Gast nahe Ambrières-les-Vallées im Département Mayenne (Region Pays de la Loire).

## Geschichte
Im 19. Jahrhundert ließ der dort ansässige Graf Ludovic de Malortie-Campigny (1801–1876) das Schloss ausbauen und renovieren, bevor es in der Nacht vom 22. auf den 23. Dezember 1866 durch eine Feuersbrunst zerstört wurde – und mit dem Schloss auch das Mobiliar, zahlreiche Kunstschätze, die Bibliothek sowie das Archiv der Familie von Malortie. Der Graf starb 1876 auf dem Schloss. 1884 war es im Eigentum der Familie du Pontavis.
Aus der ersten Hälfte des 20. Jahrhunderts stammen einige Ansichtskarten des Schlosses; so zeigt eine im Lichtdruck vervielfältigte Karte aus dem Jahr 1915 das Gebäude unter dem Namen „Château de Malartie“, andere bezeichnen es als „château de Malorty“.